# Badia de Bantry
La badia de Bantry (gaèlic irlandès Bá Bheanntraí; també Cuan Baoi, Inbhear na mBárc o Bádh Bheanntraighe) és una badia situada al comtat de Cork, al sud-oest d'Irlanda. La badia tenen aproximadament 35 km del nord-est al sud-oest a l'oceà Atlàntic. Té aproximadament de 3 a 4 quilòmetres d'ample en la capçalera i 10 km en l'entrada.
La Bantry Inshore Search & Rescue Association (BISRA) proporciona un servei de bot salvavides d'emergència a la comunitat de la badia de Bantry. Equipat amb un RIB BISRA de rescat d'alta velocitat és un recurs declarat dels guardacostes d'Irlanda.

## Trets geogràfics
La badia té una profunditat d'aproximadament 40 metres al mig, i una àmplia badia natural, amb un dels més llargs illots al sud-oest d'Irlanda, vorejat al nord per la península de Beara, que separa la badia de Bantry de la badia de Kenmare. La frontera meridional és la península de Sheep's Head, que separa la badia de Bantry de la badia de Dunmanus. Les principals illes en la badia són l'illa de Bere i l'illa de Whiddy. L'illa Bere es troba prop de l'entrada a la badia en la part nord, creuant els pobles de Curryglass i Castletown Bearhaven. La ciutat de Rerrin és l'assentament més gran de l'illa. El poble de Ballynakilla també s'hi troba allí. L'illa Whiddy està en la capçalera de la badia, prop de la riba meridional. És la principal estació de termini de petroli per a Irlanda, la badia idealment apropiada per a grans petroliers oceànics. ConocoPhillips ara manté un Single Point Mooring (SPM) en la terminal de petroli de l'illa Whiddy.
Les ciutats i pobles més destacats localitzats al voltant de la badia són Adrigole, Bantry, Ballylickey, Cahermore, Cappanolsha, Castletownbere (Castletown Bearhaven), Curryglass, Foilakill, Gerahies, i Glengarriff. Moltes rutes que segueixen parts de la badia inclouen la R572 (part de l'"Anell de Beara") i la N71. El club de golf de la badia de Bantry es troba en la capçalera de la badia, a l'altre costat de l'illa Whiddy. El castell d'O'Sullivan Beara Dunboy està just a l'altre costat de l'illa Bere. "Copper John" Puxley's Manor està a Dunboy.

## Història

### Rebel·lió de 1798
La ciutat de Bantry, en el cap de la badia, es relaciona amb la rebel·lió irlandesa de 1798 per ser el lloc on la flota francesa va intentar llançar primer una rebel·lió, incloent Theobald Wolfe Tone al desembre de 1796. La flota francesa formada per 43 bucs portant 15.000 tropes s'havia separat al mig de l'oceà Atlàntic en grups més petits per evitar ser interceptats per la Royal Navy amb ordres per reagrupar-se en la badia de Bantry. El gruix de la flota va arribar amb èxit, però diversos vaixells, incloent el vaixell almirall Fraternité portant al general Hoche van quedar retardats. Mentre esperaven a la seva arribada, el mal temps va intervenir i la falta de lideratge, juntament amb la incomoditat davant la perspectiva de quedar atrapats, forçant la decisió de tornar a França. Tone va escriure sobre aquesta expedició en el seu diari, dient que Estàvem prou a prop per llançar una galeta a la riba. La plaça a Bantry rep avui dia el nom de Theobald Wolfe Tone.

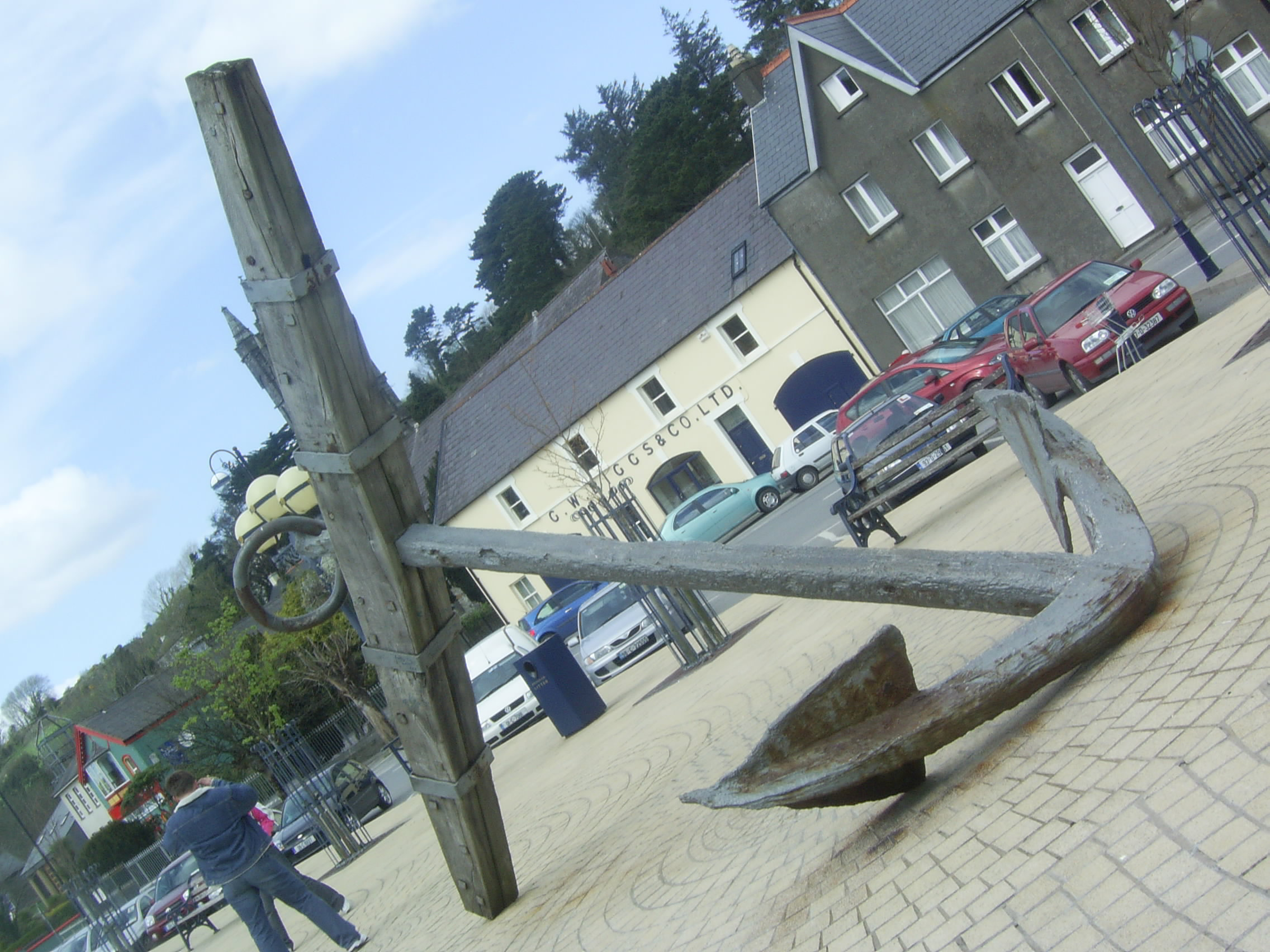
Ancora de l'Armada Francesa de 1796, descoberta al nord-est de l'illa de Whiddy, badia de Bantry, 1981

### Llanxa de Bantry
Una llanxa usada per un desembarcament d'exploració, va estar a Bantry House fins a 1944, quan va ser regalada al Museu Nacional d'Irlanda. En 1977 va ser prestat a l'Institut Marítim d'Irlanda que la va exposar al Museu Marítim Nacional d'Irlanda, Dún Laoghaire, fins a 2003. Un model a escala està avui en exposició. Va ser restaurat al Museu de Liverpool amb un cost de 50.000 €. Actualment (2007) està en exposició al Museu Nacional d'Irlanda, Collins Barracks, com a part de l'exposició Soldiers and Chiefs ("Soldats i caps").

### Desastre de Betelgeuse

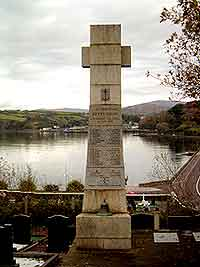
Memorial Betelgeuse, cementiri de l'església de sant Finbarr, Bantry - mirant cap a la badia de Bantry

El 8 de gener de 1979, cinquanta persones van resultar mortes quan un petrolier francès, el Betelgeuse, va ser descarregat en l'illa Whiddy quan va calar foc, va explotar i es va trencar en tres trossos. La badia ha tingut nombrosos naufragis al llarg dels anys. En 1981, mentre s'emprenien esforços per netejar usant escombrats de sonar para Betelgeuse, es va trobar el derelicte de la fragata francesa La Surveillante, que havia estat enfonsat durant una tempesta al nord de l'illa de Whiddy el 2 de gener de 1797.